# Tiziano Motti
Tiziano Motti (ur. 7 lutego 1966 w Reggio nell’Emilia) – włoski polityk i przedsiębiorca, działacz społeczny, poseł do Parlamentu Europejskiego VII kadencji.

## Życiorys
Z zawodu przedsiębiorca. Założył firmę wydawniczą, drukującą w znacznym nakładzie poradniki praw obywatelskich, finansowane z reklam i bezpłatnie rozsyłane. W 2004 wraz z grupą współpracowników zawiązał Europa dei Diritti, stowarzyszenie non-profit zajmujące się ochroną praw człowieka, na bazie którego powołano sieć ponad stu kancelarii prawnych.
W 2009 miał kandydować w wyborach do Parlamentu Europejskiego z ramienia Ludu Wolności, ostatecznie znalazł się na jednej z okręgowych list Unii na rzecz Centrum. Prowadził przez kilka miesięcy intensywną i nowoczesną kampanię wyborczą.
W głosowaniu uzyskał mandat europosła, otrzymując w ramach UdC największą liczbę wskazań w swoim okręgu. W PE przystąpił do grupy Europejskiej Partii Ludowej, a także do Komisji Rynku Wewnętrznego i Ochrony Konsumentów.